# 79 Pułk Rakietowy Obrony Powietrznej
79 Poznański samodzielny pułk rakietowy Obrony Powietrznej (79 spr OP) – oddział artylerii przeciwlotniczej ludowego Wojska Polskiego.

## Historia
Pułk został sformowany w roku 1951 jako 14 samodzielny pułk artylerii przeciwlotniczej. Głównym zadaniem pułku była obrona przeciwlotnicza Poznania, a jego podstawowym uzbrojeniem były 85 mm armaty plot. wz. 1939.
W 1959 roku pułk częściowo przezbrojono w 57 mm armaty plot.
W dniu 1 września 1963 pułk zostaje przeformowany w 14 samodzielny pułk artylerii OPK i przezbrojony w PZR S–75 Dźwina. W jego skład wchodziły:
- 28 dywizjon ogniowy – Trzcielin k. Stęszewa;
- 29 dywizjon ogniowy – Nieczajna k. Obornik;
- 30 dywizjon ogniowy – Trzaskowo k. Murowanej Gośliny;
- 31 dywizjon ogniowy – Czołowo k. Kórnika;
- 32 dywizjon techniczny – Biedrusko.

Na podstawie rozkazu nr 025/MON z dnia 30 września 1967 zmieniono nazwę pułku na 79 samodzielny pułk artylerii OPK.
W roku 1979 sformowano kolejne dwa dywizjony ogniowe, uzbrojone w PZR S–125 Newa:
- 76 dywizjon rakietowy – Chomęcice;
- 77 dywizjon rakietowy – Złotkowo.

Pierwsze strzelania bojowe na poligonie w Aszułuku (ZSRR) pułk wykonał w roku 1964.
Pierwsze strzelania bojowe na krajowym poligonie w Ustce pułk odbył w 1995 roku.
W 1995 roku pułk otrzymuje sztandar.
W roku 1998, w ramach restrukturyzacji Sił Zbrojnych, pułk został rozformowany. Na jego bazie zostały utworzone trzy dywizjony 1. Brygady Rakietowej OP w Bytomiu: 31. dr OP, 76. dr OP i 77. dr OP.

## Dowódcy
- 19 lipca 1951 – 31 grudnia 1963 – kpt. Edward Wojciechowski
- 1 stycznia 1954 – 2 listopada 1954 – kpt. Leon Ryszowiecki
- 3 listopada 1954 – 12 grudnia 1958 – kpt. Adam Czabanowski
- 12 grudnia 1958 – 22 kwietnia 1959 – ppłk Edward Wojciechowski
- 22 kwietnia 1959 – 28 listopada 1962 – mjr Jerzy Szmyrgałło
- 28 listopada 1962 – 3 września 1963 – mjr Stanisław Sadowski
- 3 września 1963 – 2 stycznia 1969 – ppłk Jerzy Szmyrgałło
- 2 stycznia 1969 – 29 stycznia 1972 – ppłk Zenon Matyja
- 29 stycznia 1972 – 9 kwietnia 1978 – płk Zbigniew Olejnik
- 9 kwietnia 1978 – 29 września 1981 – mjr Franciszek Żygis
- 29 września 1981 – 30 stycznia 1985 – ppłk Mieczysław Koźbiał
- 30 stycznia 1985 – 31 stycznia 1992 – płk Włodzimierz Pluta
- 31 stycznia 1992 – 1998 – płk Henryk Komorowski

## Wyróżnienia
- Medal "Za Osiągnięcia w Służbie Wojskowej" – 1976, 1977 i 1981;
- Medal "Za Zasługi dla Wojsk OPK" – 1979 i 1980.